# Samodzielna Grupa Kozacka Savoia
Samodzielna Grupa Kozacka "Savoia" (wł. Gruppo Autonomo Cossacchi "Savoia") – kozacka formacja zbrojna w składzie włoskiej 8 Armii podczas II wojny światowej.
Pierwszy oddział kozacki w składzie Włoskiego Korpusu Ekspedycyjnego w Rosji powstał 25 września 1942 r. w Millerowie nad Donem z inicjatywy dowództwa 8 Armii. Został on przydzielony do 3. Pułku Kawalerii "Savoia Cavalleria", który zresztą wsparł Kozaków sprzętem i kadrą. Na ich czele stanął włoski oficer kpt. Stavro Santarosa, jednocześnie mianowany honorowym Kozakiem stanicy Kamiszczewackiej w rejonie Ejskim na Kubaniu. 
1 kwietnia 1943 r. jednostkę kozacką powiększono do rozmiarów dywizjonu. Nowym dowódcą został mjr hrabia Ranieri di Campello, a jego zastępcą kpt. Władimir Ostrowski. Po klęsce wojsk osi w bitwie pod Stalingradem na pocz. 1943 r. Kozacy rozpoczęli odwrót wraz z pozostałymi oddziałami włoskimi, prowadząc wówczas liczne walki z partyzantką sowiecką. Przemianowano ich wówczas na Gruppo Autonomo Cosacchi "Savoia" w sile batalionu (dwa szwadrony kawalerii). Liczyła ona ponad 360 Kozaków. 
W maju jednostka znalazła się w północnych Włoszech w rejonie Werony, gdzie przydzielono ją do Pułku Kawalerii "Lanzieri Novara". W sierpniu przegląd Grupy przeprowadził gen. Italo Gariboldi, b. dowódca Włoskiego Korpusu Ekspedycyjnego w Rosji. Po ogłoszeniu 8 września zawieszenia broni przez Włochy, Niemcy nie internowali Kozaków, w zamian ci oddali uzbrojenie i konie. Część Kozaków zbiegła na wieś, gdzie ukrywała się przebrana w cywilne ubrania. Pozostali natomiast dołączyli do tzw. Kozackiego Stanu pod dowództwem gen. mjr. Timofieja Domanowa.
Kozacy Samodzielnej Grupy Kozackiej "Savoia" nosili zarówno włoskie, jak też kozackie mundury. Na prawym ramieniu mieli plakietkę w kolorach białym, niebieskim i czerwonym (flaga carskiej Rosji).